# 高五稜飘拂草
高五稜飘拂草（学名：Fimbristylis quinquangularis var. elata）为莎草科飘拂草属下的一个变种。

## 扩展阅读
- 維基物種上的相關：高五稜飘拂草